# Lojas de 1,99

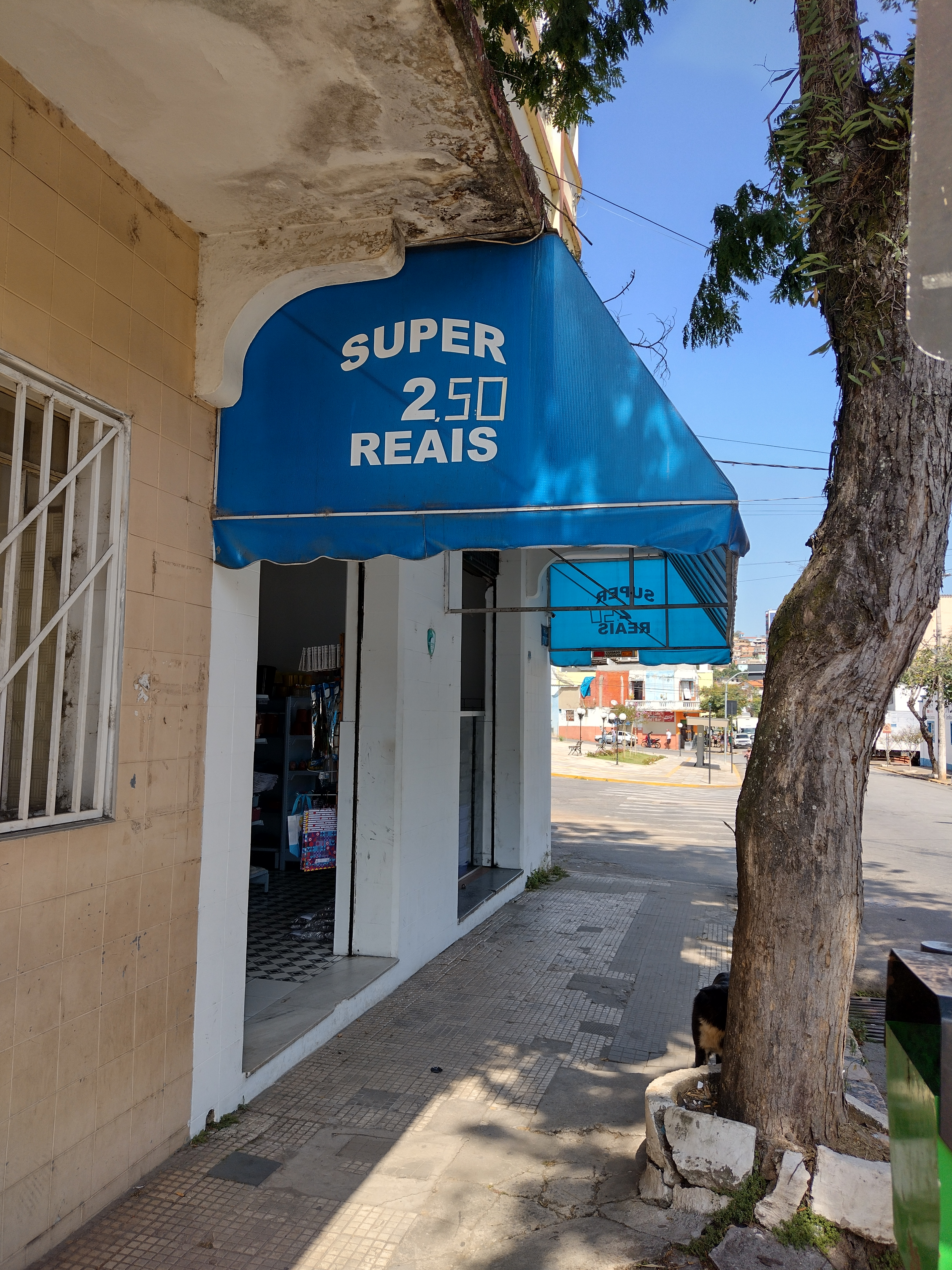
Loja de tudo por 2 reais subiu preço para R$2,50

As Lojas 1,99 apareceram na década de 1990 após a estabilidade econômica do Plano Real, possivelmente como consequência do aumento do poder aquisitivo das classes de baixa renda após a contenção da hiperinflação. Inicialmente eram conhecidas como lojas tudo por 1,99 e significavam produtos de baixa qualidade (em geral provindos da China). Posteriormente se espalharam pelo Brasil e com a variação da moeda, além de novos produtos, adotaram o slogan a partir de 1,99.
Essas lojas de 1,99 lembram os antigos mercadinhos ou empórios de secos ou molhados. Não possuem atendentes, facilitando a liberdade na escolha do produto. Além disso, possuem uma variabilidade de produtos como brinquedos, ferramentas, utilidades domésticas, papelaria, produtos alimentares, eletrônicos, roupas e presentes.
Nos Estados Unidos o equivalente a loja de R$ 1,99 é a dollar store (loja de US$ 1).